# Ponte Juscelino Kubitschek
Il ponte Juscelino Kubitschek attraversa il lago Paranoá a Brasilia, Distrito Federal, capitale del Brasile, unendo il Plano Piloto (area centrale di Brasilia) con il settore residenziale lago Sul. Ricevette il suo nome in omaggio a Juscelino Kubitschek de Oliveira, ex-presidente del Brasile, che sul finire degli anni cinquanta decise di costruire Brasilia come la nuova capitale del paese, in sostituzione a Rio de Janeiro.

## Il progetto
Il ponte fu progettato dall'architetto Alexandre Chan e dall'ingegnere strutturista Mário Vila Verde, e il suo costo stimato in 160 milioni di Reais (equivalenti a 56.8 milioni di dollari americani 2003). Nonostante la complessità del progetto strutturale e l'alto costo associato alla soluzione prescelta rispetto a una struttura convenzionale, le originali caratteristiche geometriche conferiscono a questo ponte una bellezza architettonica e grandiosità all'altezza della scala monumentale di Brasilia.
La struttura sospesa del ponte ha una lunghezza di 720 metri ed è costituita da tre campate da 240 metri l'una, per un totale di 1.200 m comprendendo gli estremi; è larga 24 metri, ospitando tre corsie nelle due direzioni e due pedonali di 1,5 m. La struttura ha quattro pilastri sommersi nel lago Paranoá, e il peso dell'impalcato è sopportato da tre archi di acciaio di 60 m di altezza, che si trovano su piani differenti, imitando il salto di una pietra che rimbalzi sulla superficie dell'acqua. Gli impalcati sono sospesi da tiranti di acciaio alternati sui due lati dell'impalcato, ciò che fa sì i cambi si intreccino radialmente formando una superficie parabolica.

## Premi internazionali

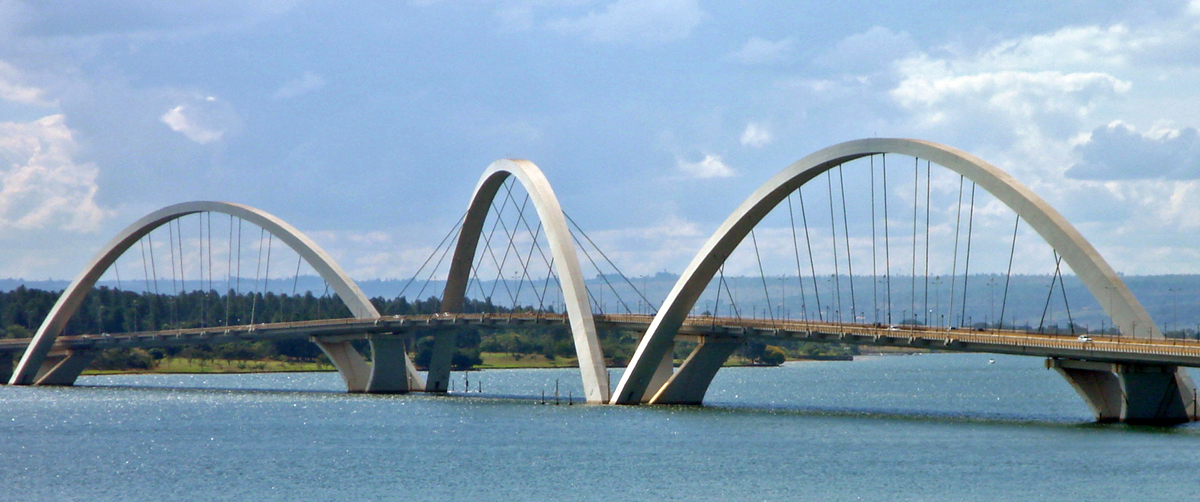
Vista laterale del ponte Juscelino Kubitschek, Brasilia.

Il ponte JK fu inaugurato il 15 dicembre 2002 e divenne subito una delle icone architettoniche di Brasilia. Grazie alla qualità estetica e all'armonia con l'ambiente circostante, l'architetto Alexander Chan ricevette nel 2003 la medaglia Gustav Lindenthal, consegnatagli dalla Società degli ingegneri dello Stato della Pennsylvania, Stati Uniti. Questo ponte è unico al mondo e architettonicamente è comparabile solo al ponte pedonale dell'acquario pubblico del porto di Nagoya, in Giappone. Grazie a questo premio, localmente la struttura è conosciuta come "il ponte più bello del mondo".
Questo ponte vinse anche il Premio Abcem 2003 - Migliori opere in acciaio dell'anno - nella categoria ponti e viadotti, assegnato dall'associazione brasiliana della costruzione metallica.

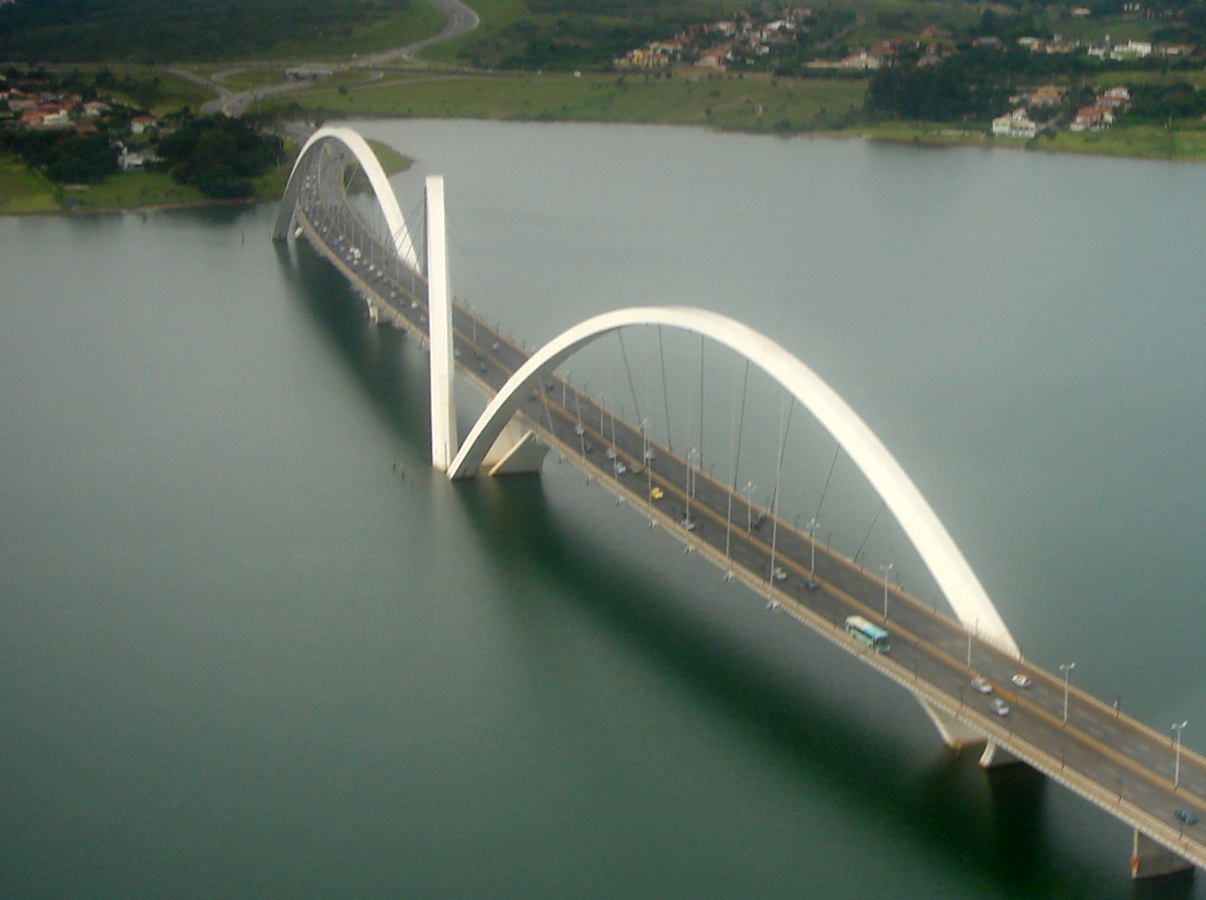
Vista aerea del Ponte JK, Brasilia, D.F.